# Francesco Fedi
Francesco Fedi (Roma, 25 luglio 1939) è un ingegnere  ricercatore italiano nel campo della propagazione delle onde elettromagnetiche, della radiometeorologia e delle radiocomunicazioni.
A lui si deve lo sviluppo del metodo per la pianificazione dei sistemi di radio comunicazioni terrestri e via satellite a frequenze superiori a 10 GHz, adottato dal 1982 in tutto il mondo per decisione dell'Unione internazionale delle telecomunicazioni.
Tra i numerosi incarichi, quello di direttore scientifico della Fondazione Ugo Bordoni, presidente del COST (European Cooperation in Science and Technology) e membro onorario dell'Academia Europaea.

## Biografia
Nato a Roma il 25 luglio 1939, frequenta il liceo classico prima presso il liceo Mamiani di Roma e successivamente presso la Scuola Militare “Nunziatella” di Napoli dove consegue a pieni voti il diploma di maturità classica. Nel 1963 consegue la laurea in ingegneria elettronica “con lode” presso l’Università di Roma La Sapienza. Dal 1963 al 1965 partecipa alla progettazione di sistemi radar di concezione avanzata nell'Ufficio Studi della Contraves Italiana. Nel 1965 vince una borsa di studio "Fulbright" e consegue la laurea di Master of Science in Electrical Engineering presso l’Università di Notre Dame, Indiana, USA.

### La Fondazione Ugo Bordoni

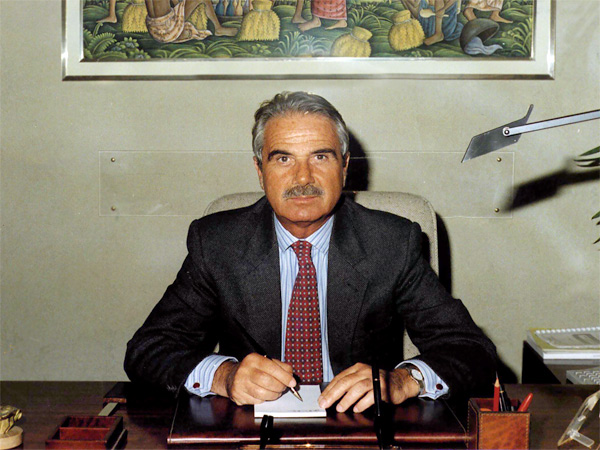
Direttore della Fondazione Ugo Bordoni di Roma

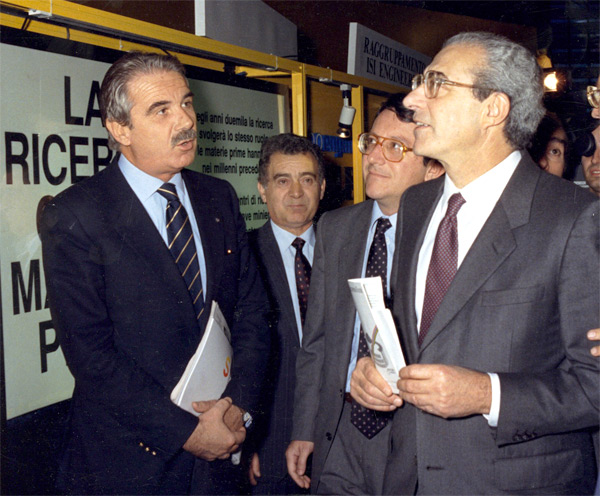
Il Prof. Fedi presenta la Fondazione Bordoni al Ministro della Ricerca

Nel 1967 entra a far parte della Fondazione Ugo Bordoni di Roma, uno dei più importanti Centri di ricerca Italiani nel campo delle Telecomunicazioni, come Responsabile del Gruppo “Antenne e Propagazione”. Nel 1976 è nominato Responsabile della Divisione Sistemi di Radiocomunicazioni fissi e mobili terrestri e via satellite. Dal 1976 al 1979 fa parte della Direzione Tecnica del progetto finalizzato “Controllo del Traffico Aereo” del Consiglio Nazionale delle Ricerche.
Nel 1985 è nominato Direttore delle Ricerche della Fondazione Ugo Bordoni e coordina le attività di ricerca riguardanti: radiocomunicazioni, comunicazioni ottiche, protezione dell'informazione, reti di telecomunicazioni, comunicazioni multimediali ed evoluzione dei sistemi di telecomunicazioni.
Dal 1985 al 1990 per incarico della Direzione del Piano Spaziale Nazionale è Coordinatore degli esperimenti di propagazione con i satelliti Olympus ed ITALSAT.
Membro del Consiglio Superiore Tecnico Poste e Telecomunicazioni dal 1980, nel 1992 presiede la Commissione per l’introduzione in Italia della televisione diretta da satellite. Nel 1993 è nominato membro della Commissione per la revisione del piano nazionale di ripartizione delle frequenze. Nel 1994 è nominato Consulente Scientifico del Ministero dell’Università e della Ricerca per l’esame del piano europeo di attribuzione delle frequenze e membro della Commissione Consultiva per l’Assetto del Sistema Radiotelevisivo.
Nel 1995 è nominato membro della Commissione per la protezione dai campi elettromagnetici a radiofrequenza del Consiglio Nazionale delle Ricerche e pubblica il capitolo "Radar" dell'Enciclopedia dell’Ingegneria Mondadori.
Nel 1992 è nominato membro del Consiglio di Amministrazione della Fondazione Bordoni e nel 1997 è confermato in tale carica. Nel 2000 lascia la Fondazione e si dedica al coordinamento delle ricerche in ambito Europeo in rappresentanza del Ministero Istruzione, Università e Ricerca.

### La Docenza Universitaria
Dal 1966 al 1967 è docente di Elettromagnetismo e di Linee di Trasmissione presso l’Università di Notre Dame, Indiana, USA. Dal 1980 al 2000 è Professore di Utilizzazione dello Spettro Radio presso la Scuola Superiore di Specializzazione In Telecomunicazioni dell’Università di Roma, Professore di Radiotecnica presso l’Università di Bologna e Professore di Radiopropagazione presso l'Università di Roma La Sapienza.

### COST (European Cooperation in Science and Technology)

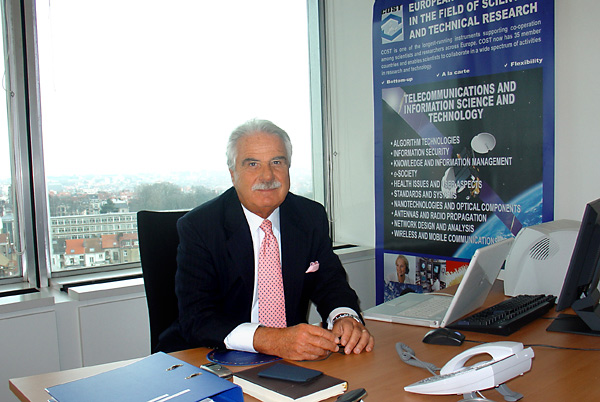
Presidente del COST a Bruxelles

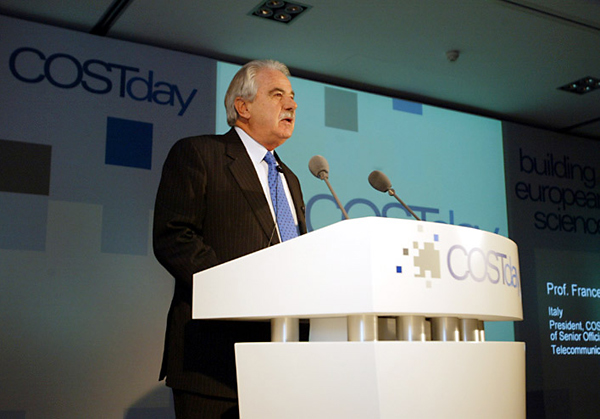
COST Day a Bruxelles

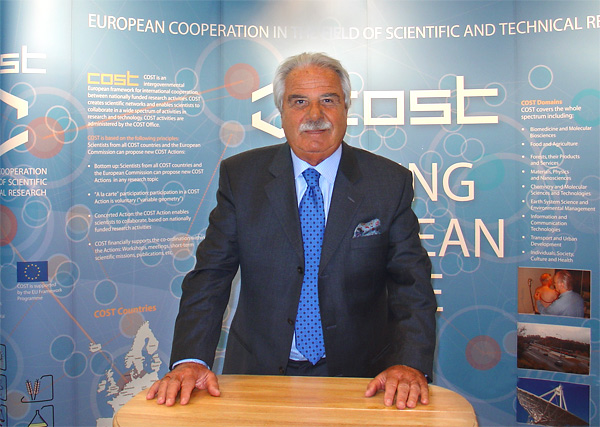
Il Prof. Fedi presenta il COST al Parlamento Europeo

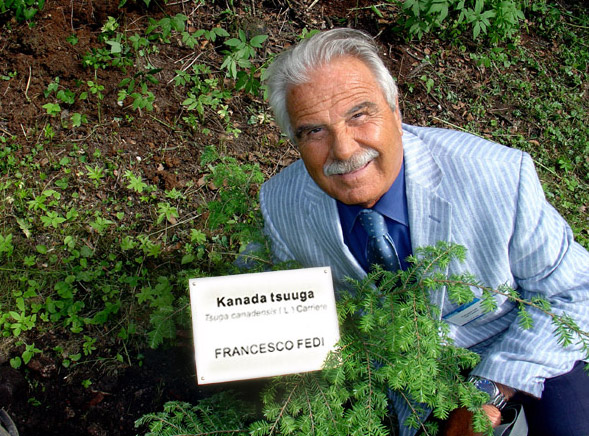
Il Prof. Fedi pianta l’albero COST nel giardino botanico di Tallin in Estonia

Nell’ambito della COST partecipa fin dal 1970 ai lavori preparatori per il lancio delle prime Azioni di ricerca. Dal 1971 al 1978 è eletto Presidente dell’Azione COST 25/4 “The Influence of Atmospheric Conditions on Electromagnetic Wave Propagation at Frequencies above 10 GHz” e dal 1978 al 1985 Presidente dell’Azione COST 205 “The Influence of the Atmosphere on Satellite-Earth Paths at Frequencies above 10 GHz”. Nel 1985 è nominato Membro del COST Technical Committee Telecommunications in rappresentanza dell’Italia, nel 1992 organizza a Roma e presiede il Simposio "New Frontiers for the European COST in Telecommunications" e nel 1998 è eletto Presidente del Comitato Telecomunicazioni.
Nel 1999 è nominato Presidente del Gruppo formato dai Presidenti di tutti i Comitati Tecnici COST per preparare le linee guida per la valutazione delle Azioni COST. Nel 2000 è eletto Presidente e membro del Comitato COST dei "Senior Officials". Nel 2002, in vista della collaborazione del COST con la European Science Foundation, è incaricato di rivedere le linee guida per il controllo della qualità delle attività COST. Nello stesso anno è confermato Presidente del COST Technical Committee Telecommunications and Information Science and Technology. Nel febbraio 2004 con votazione unanime dei rappresentanti dei 35 paesi europei COST viene eletto Presidente del Comitato COST Senior Officials, il massimo organo decisionale e strategico del COST che coordina le attività COST in tutti i settori di ricerca e che risponde direttamente ai Ministri della ricerca dei 35 paesi aderenti al programma COST.
È la prima volta che l'Italia, uno dei paesi fondatori del COST, ne assume la presidenza. Nel marzo del 2007 a seguito delle richieste avanzate da molte delegazioni la sua candidatura è presentata nuovamente ed egli è rieletto Presidente del COST per un successivo triennio. Come riconosciuto da tutti i partecipanti alla Conferenza Ministeriale COST del Giugno 2010, durante il periodo di Presidenza Italiana, dal 2004 al 2010 – che qualcuno ha definito il rinascimento del programma – il COST ha compiuto un vero salto di qualità. Dalle 180 Azioni COST nel 2004 alle 280 Azioni nel 2010. Dai 70 Istituti di paesi non Europei partecipanti alle Azioni COST ai 350 Istituti del 2010. Dalle critiche del 2004 al coro di lodi per il COST – così come riportato dai media – durante l’esposizione del COST al Parlamento Europeo.
Al termine dei sei anni di presidenza, nel giugno 2010, il Professor Fedi è eletto Presidente del COST Office Association, un’associazione internazionale senza scopo di lucro fondata con il compito di fornire al COST una personalità giuridica.

### Incarichi nazionali, europei ed internazionali
Nell'ambito dell'unione internazionale delle telecomunicazioni (ITU) nel 1976 è eletto Presidente del Gruppo di Studio Radiometeorology dell'International Radio Consultative Committee (CCIR). Nel 1985 Vice Presidente della Commissione Radiopropagation in non-ionized media del CCIR e nel 1993 Vice Presidente della Commissione Radiowave propagation del Settore Radiocomunicazioni dell'ITU.
Nell'ambito dell'International Union of Radio Science (URSI) nel 1981 è eletto Vice Presidente e nel 1984 Presidente della Commissione Wave Propagation and Remote Sensing. Nel 1990 è designato membro della Commissione Scientifica delle Telecomunicazioni e nello stesso anno Vice Presidente della Delegazione italiana dell'URSI.
Direttore Scientifico della Fondazione Bordoni dal 1985 al 2000.
Membro dell'Associazione Elettrotecnica Italiana e del "Quadrato della Radio" dal 1985.
Presidente della “European Microwave Conference” nel 1987.
Membro del Consiglio Direttivo della Fondazione Guglielmo Marconi e del Comitato Scientifico dell’Istituto Internazionale delle Comunicazioni negli anni 1991-1995.
Presidente del Comitato Scientifico dell’Istituto per lo sviluppo e la gestione avanzata dell’informazione (INFORAV) dal 2004 al 2012.
Eletto per due trienni consecutivi dal 2004 al 2010 Presidente del Comitato Europeo per il coordinamento della Ricerca Scientifica COST con votazione unanime dei rappresentanti dei 35 Paesi partecipanti e primo italiano a ricevere tale incarico.
Presidente della “COST Office Association” dal 2010 al 2013.
Presidente del Comitato Scientifico del Convegno sullo scienziato Giovanni Battista Marzi, Tarquinia 1991.

### Premi e riconoscimenti

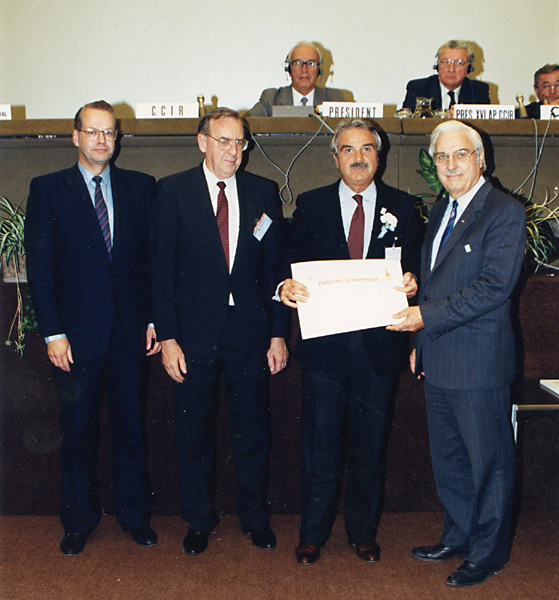
Il Prof. Fedi riceve il “Diplome d'honneur” dell’International Telecommunication Union (ITU) nel 1989

È autore o co-autore di più di 170 pubblicazioni scientifiche nei campi della radiopropagazione, della radiometeorologia e dei sistemi di comunicazione. Per la sua attività scientifica riceve numerosi premi e riconoscimenti in ambito nazionale ed internazionale.

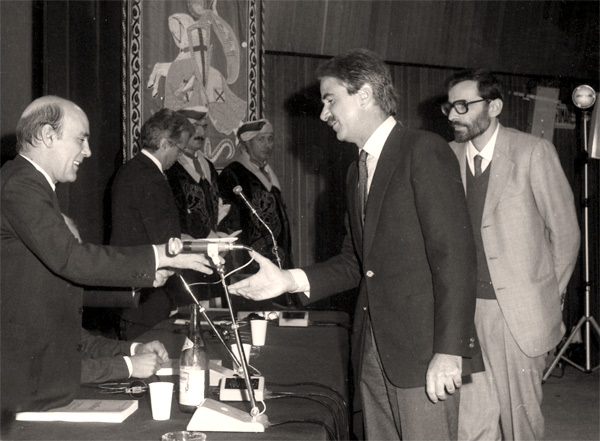
Il Prof. Fedi e il Prof. Paraboni ricevono il Premio Marconi

Nel 1973 l’International Telecommunication Union (ITU) raccomanda le curve di propagazione basate sui suoi risultati sperimentali per la pianificazione dei sistemi televisivi UHF nell’area del Mediterraneo.
Nel 1980 riceve dall'Associazione Elettrotecnica Italiana il premio "Ottavio Bonazzi" per il "migliore lavoro sperimentale del biennio precedente".
Nel 1981 riceve il premio “Guglielmo Marconi” per un lavoro di carattere teorico sui problemi di propagazione a frequenze elevatissime "particolarmente pregevole sul piano scientifico per la profondità della trattazione, la completezza dei risultati e l'orientamento che ne scaturisce per successivi lavori". Nel 1982 l’Unione internazionale delle telecomunicazioni adotta e raccomanda l’applicazione in tutto il mondo del suo metodo per la pianificazione dei sistemi di radio comunicazioni terrestri e via satellite a frequenze superiori a 10 GHz.
Nel 1989 gli viene conferito il "Diplôme d'Honneur" dall'Unione Internazionale delle Telecomunicazioni “for his outstanding contributions to the progress of Telecommunications”.
Nel 1997, durante l’Assemblea Mondiale delle Radiocomunicazioni, gli viene assegnato il “Diplôme de reconnaissance”, “en témoignage de la contribution apportée aux travaux de l’ITU”.
Dal 2009 è “Honorary Member” dell’“Academia Europaea” per la classe “Physics and Engineering”.
Membro dell’Ordine degli Ingegneri della Provincia di Roma dal 1966.
Presidente dell’Associazione Laureati Ingegneria della Sapienza (ALIS) nel biennio 1991-1992.
Membro del Club Rotary “Roma Ovest” dal 1983, organizza e presiede il XXXIII Congresso Rotariano “Comunicazione e Comunità: il compito del Rotary” nel 1990 e viene eletto Presidente del Rotary Club “Roma Ovest” per l’anno 1996-1997.
Presidente della Sezione Lazio dell’Associazione Nazionale ex Allievi Nunziatella dal 1993 al 2001 e membro del Consiglio Nazionale dell’Associazione dal 2001 al 2004.

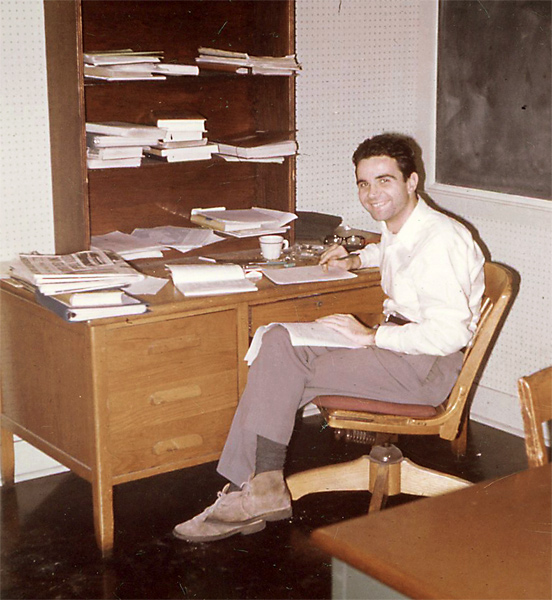
Francesco Fedi studente borsista Fulbright negli USA